# Jotham Post junior
Jotham Post junior (* 4. April 1771 bei Westbury, Provinz New York; † 15. Mai 1817 in New York City) war ein US-amerikanischer Politiker. Zwischen 1813 und 1815 vertrat er den Bundesstaat New York im US-Repräsentantenhaus.

## Werdegang
Jotham Post junior wurde ungefähr vier Jahre vor dem Ausbruch des Unabhängigkeitskrieges bei Westbury geboren und wuchs dort auf. Er graduierte 1792 am Columbia College in New York City. Post studierte Medizin, praktizierte aber nie, stattdessen war er als Arzneimittelimporteur in New York City tätig. Er saß im Board of Aldermen. Dann war er im Jahr 1795 und zwischen 1805 und 1808 als Abgeordneter in der New York State Assembly tätig. Während dieser Zeit leitete er zwischen 1798 und 1802 das New York Hospital als Direktor.
Politisch gehörte er der Föderalistischen Partei an. Bei den Kongresswahlen des Jahres 1812 wurde Post im zweiten Wahlbezirk von New York in das US-Repräsentantenhaus in Washington, D.C. gewählt, wo er am 4. März 1813 die Nachfolge von Samuel L. Mitchill und William Paulding junior antrat, welche zuvor zusammen den zweiten Distrikt im US-Repräsentantenhaus vertraten. Da er im Jahr 1814 auf eine erneute Kandidatur verzichtete, schied er nach dem 3. März 1815 aus dem Kongress aus. Er starb am 15. Mai 1817 in New York City.